# Hypena cognata
Hypena cognata là một loài bướm đêm trong họ Erebidae.